# 大気物理学
大気物理学（たいきぶつりがく、英語：atmospheric physics）は、物理学を大気の研究へ応用するもの。大気物理学者は大気中の流体の方程式、化学モデル、放射収支、エネルギー伝達過程（およびこれらが海洋などの他の系とどのように結びつくか）を使用して、地球の大気や他の惑星の大気のモデリングを試みる。彼らは気象系をモデル化するために散乱理論、波動伝播モデル、雲物理学、統計力学や物理学に関連して高度に数学的な空間統計の要素を採用する。気象学と気候学と密接な関連があり、リモートセンシング機器含む大気を研究したりデータを解釈したりするための機器の設計・構築も含んでいる。宇宙時代の始まりと観測ロケットの導入により、超高層学は解離とイオン化が重要である大気の上層に関する下位区分となった。

## リモートセンシング

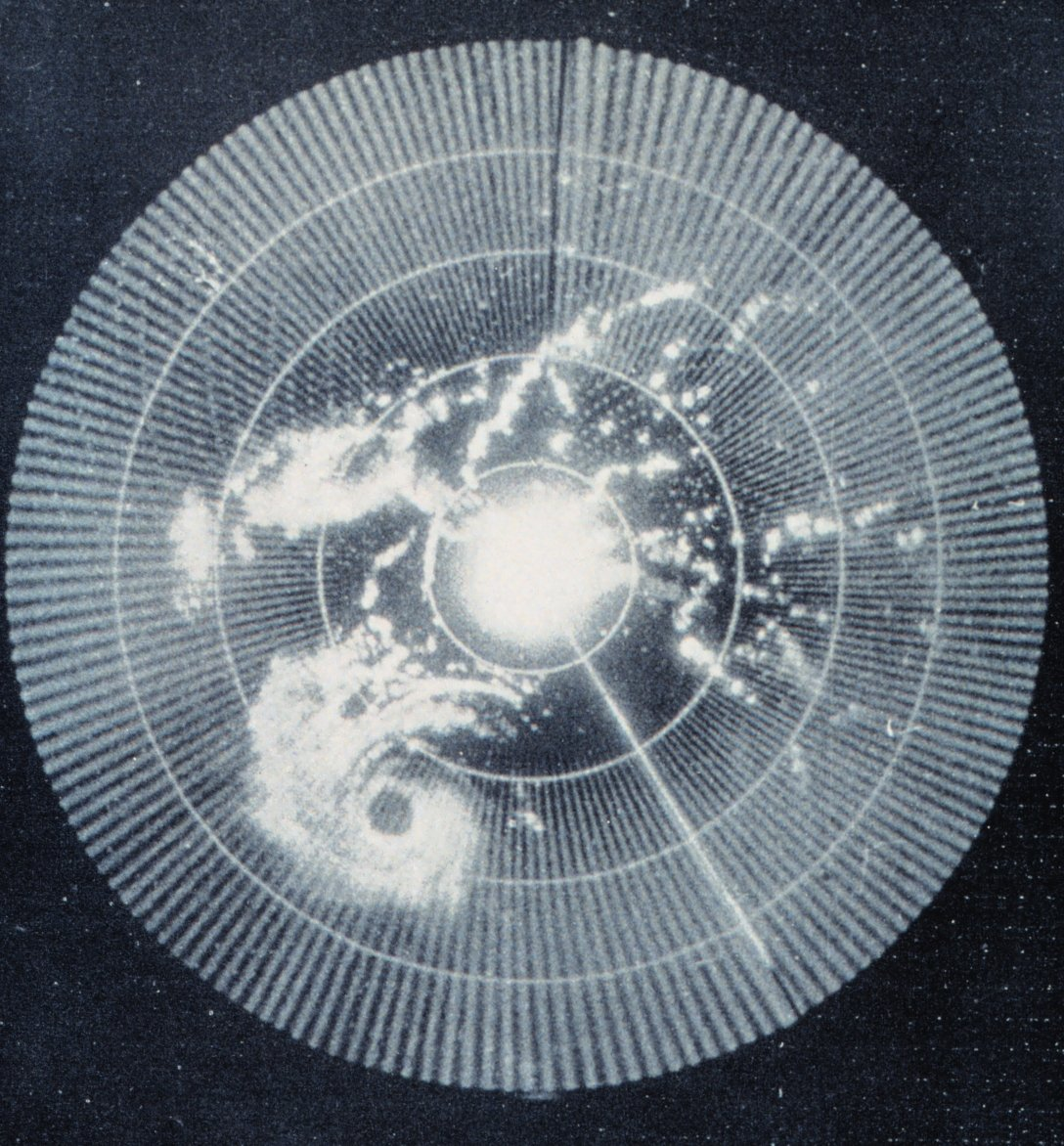
この1960年の気象レーダー画像（Hurricane Abbyのもの）のように、明るさが反射率を示す。レーダーの周波数、パルス形式、アンテナにより観測できる対象が大部分決まる。

リモートセンシングは、物体（航空機、宇宙機、人工衛星、ブイ、船舶）と物理的もしくは密接に接触していない記録センシング装置やリアルタイムセンシング装置を用いることで、物体や現象の情報の小規模または大規模に取得するものである。実際にはリモートセンシングは、特定の物体もしくは地域に関する情報を収集するために様々な装置を使用する、個々の場所にあるセンサが伝えるよりも多くの情報を提供する孤立（スタンドオフ）の収集である。したがって、地球観測または気象衛星収集プラットフォーム、 海洋および大気観測気象ブイプラットフォーム、超音波、MRI、PETを用いた妊娠のモニタリング、宇宙探査機は全てリモートセンシングの例である。現代的な用法では、この用語は一般的に航空機および宇宙機に搭載された機器の使用を含むがそれに限定されないイメージングセンサ技術を用いることを指し、医用画像処理などの他のイメージング関連分野とは異なる。
リモートセンシングには2種類ある。パッシブセンサは観測対象の物体もしくは周囲の領域から放出もしくは反射される自然放射線を検出する。反射太陽光はパッシブセンサで測定される最も一般的な放射源である。パッシブリモートセンサの例にはフィルム写真、赤外線、電荷結合デバイス、放射計がある。一方、アクティブコレクションは物体と領域をスキャンするためにエネルギーを放出し、その後センサでターゲットから反射もしくは後方散乱された放射線を検出・測定する。レーダー、LIDAR、SODARが大気物理学で使われるアクティブリモートセンシング技術の例であり、これにより放出と帰還の間の時間遅延が測定され、物体の位置、高さ、速度、方向が確立される。
リモートセンシングにより危険なエリアやアクセスできないエリアのデータを収集することができる。リモートセンシングの応用には、アマゾン盆地などの地域での森林破壊のモニタリング、氷河や北極・南極地域への気候変動の影響、沿岸および海洋の深いところの測深がある。冷戦中の軍事収集は、危険な国境地域に関するデータの孤立（スタンドオフ）収集を利用した。リモートセンシングは費用と時間のかかる地上でのデータ収集に代わるものでもあり、その途中にエリアや物体が妨害されない。
軌道プラットフォームは、電磁スペクトルの異なる部分からデータを収集し送信する。これは大規模な大気および地上のセンシングや分析と連携して、研究者にエルニーニョや他の長期・短期起こる自然現象などの傾向を監視するのに十分な情報を提供してくれる。その他の用途には、天然自然管理などの地球科学分野、土地利用・保全などの農業分野、国境地帯における国家安全保障と上空・地上・孤立収集などの分野も含まれる。

## 放射

季節の図。入射光の密度に加えて、大気における光の散逸は、浅い角度で当たると大きくなる。

通常、大気物理学者は放射を太陽からの太陽放射と地表および大気からの放射の地球放射に分ける。
太陽放射は様々な波長を含む。可視光の波長は400-700nmである。それより短い波長はスペクトルの紫外線(UV)部分として知られ、それより長い部分はスペクトルの赤外線部分に分けられる。オゾンはUVCが含まれる約250nm付近の放射を吸収するのに最も効果的である。これにより近くにある成層圏の温度が上昇する。雪は紫外線の88%を反射し、砂地は12%を反射し、水は4%しか反射しない。大気と太陽の光線の間の角度が大きくなるほど、エネルギーが大気より反射または吸収される可能性が高くなる。
地球放射は、太陽放射よりもはるかに長い波長で放射される。これは地球が太陽よりずっと冷たいためである。放射はプランクの法則で定式化されているように地球から様々な波長にわたり放射される。最大エネルギーの波長は10µmである。

## 雲物理学
雲物理学は雲の形成、成長、降水にいたるまでの物理過程の研究である。雲は微小な水滴（暖かい雲）、小さな氷の結晶、もしくはその両方（相が混ざった雲）からなる。適切な条件下においては、液滴は結合して降水を作り出し、そこから地面へ落下する。雲の形成と成長の正確なメカニズムは完全にはわかっていないが、科学者たちによりそれぞれの液滴の微物理学を研究することにより雲の構造を説明する理論が開発されている。レーダーおよび衛星技術の進歩により、大規模な雲の正確な研究も可能となった。

## 大気電気学(atomospheric electricity)

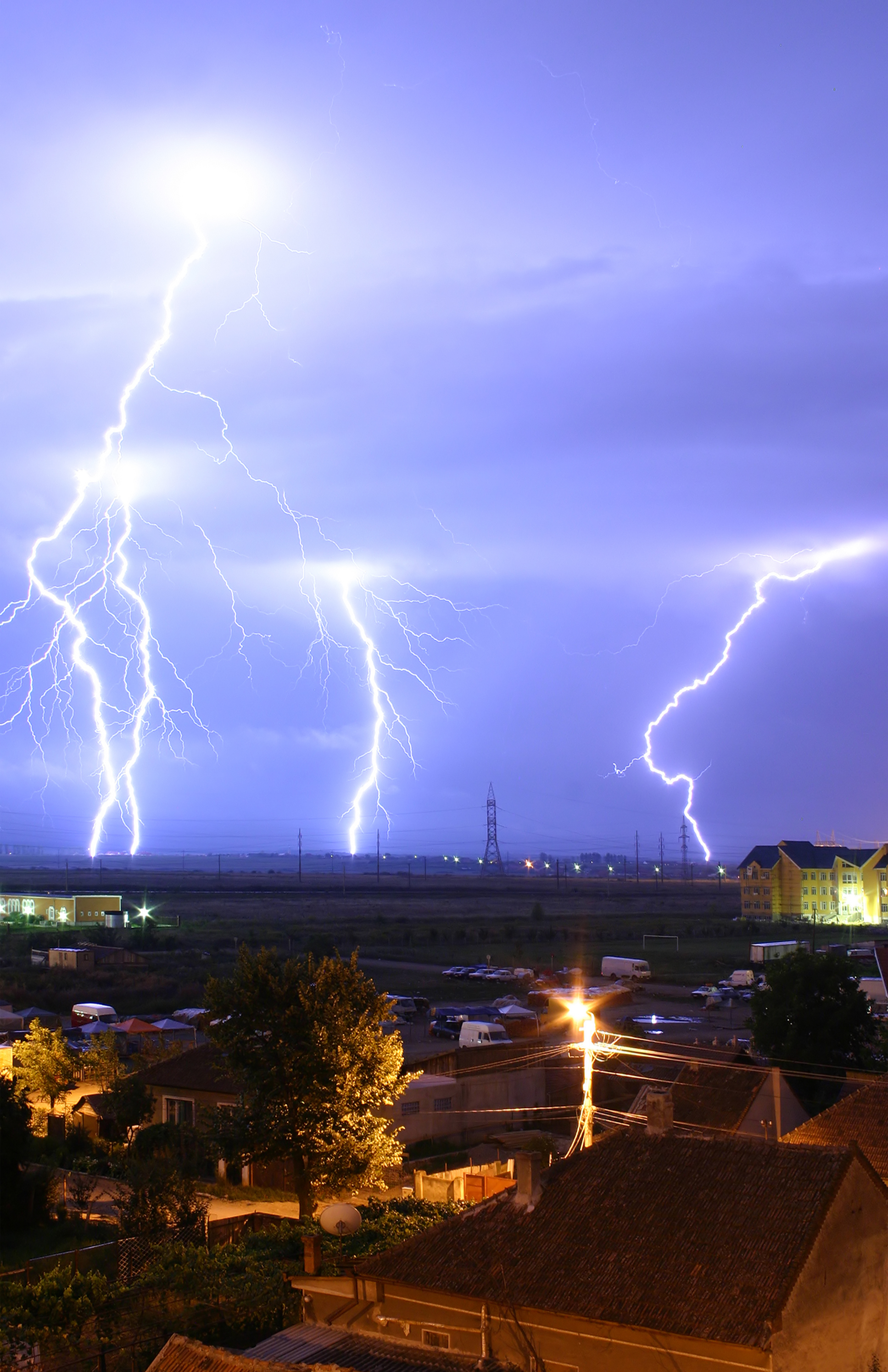
グローバル大気電気回路における雲地面間の雷

大気電気学は、大気（もっと広く言うとあらゆる惑星の大気）の静電気と電気力学に与えられる用語である。地表、電離層、および大気はグローバル大気電気回路(global atmospheric electrical circuit)として知られている。雷は最大1億ボルトで30,000アンペアを放電し、光、電波、X線、さらにはガンマ線まで放射する。雷のプラズマ温度は28,000ケルビンに達し、電子密度は1024/m³を超えることもある。

## 大気潮汐
最も振幅の大きい大気潮汐は、日中に水蒸気とオゾンが太陽放射を吸収するため、対流圏と成層圏で大気が周期的に加熱されるときにほとんど生じる。生じた潮汐は、その後生じた領域から離れて伝搬し、中間圏と熱圏に上ることができる。大気潮汐は、風、温度、密度、圧力における規則的な海洋潮汐は多くの共通点を持っているが2つの重要な分け隔てる特徴がある。
1) 大気潮汐は主に太陽による大気の過熱により起こるが、海洋潮汐は主に月による重力場により起こる。このことは、ほとんどの大気潮汐が太陽日の24時間に関連する振動周期を持つが、海洋潮汐は約24時間51分の太陰日（連続する月の通過間の時間）に関連するより長い振動周期を持つ。
2) 大気潮汐は高さにより密度が大きく変化する大気中を伝搬する。この結果として、潮汐が徐々に大気の薄い領域に上昇するため振幅が自然に指数関数的に増加する（この現象の説明については以下参照）。対照的に海洋の密度は深さによりわずかしか変化しないため、潮汐は必ずしも深さによって振幅が変化するわけではない。
（注）太陽による過熱は最大振幅の大気潮汐の原因であるが、太陽と月の重力場も大気における潮汐を引き起こし月の重力大気潮汐効果は太陽のものよりもずっと大きい。
地表の高度では、大気潮汐は24時間および12時間の周期的ではあるが小さい表面圧力の振動として検出できる。最大気圧はその地の午前10時と午後10時に起き、最小はその地の午前4時と午後4時に起こる。しかし、高さが高くなると潮汐の振幅が非常に大きくなることがある。中間圏（高さ約50～100km）では、大気潮汐が50 m/sを超える振幅に達することがあり、しばしば大気の運動の最も重要な部分となる。

## 超高層学(aeronomy)

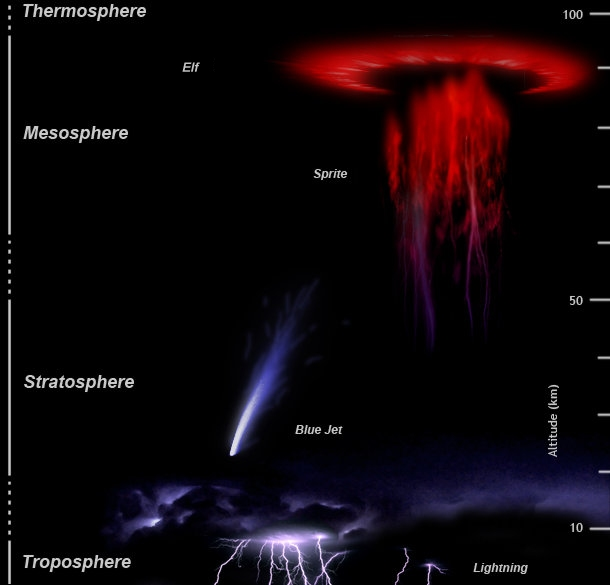
高層大気の雷と放電現象を表した図。

超高層学は、解離とイオン化が重要な大気の上層領域の科学である。aeronomyという用語は1960年にSydney Chapmanにより導入された。今日、この用語には他の惑星の大気の領域に対応する科学も含まれる。超高層学における研究には、大気のこの領域に関する貴重なデータを提供してくれる気球、衛星、観測ロケットへのアクセスが必要である。大気潮汐は低層と高層の大気両方の相互作用において重要な役割をする。研究されている現象には、レッドスプライト、スプライトハロー、ブルージェット、エルフと呼ばれる高層大気雷放電がある。

## 研究の中心
イギリスでは、大気の研究は気象庁、自然環境研究評議会(Natural Environment Research Council)、科学技術施設評議会(Science and Technology Facilities Council)により支えられている。アメリカ海洋大気庁(NOAA)の各部門は、大気物理学含む研究プロジェクトと気象モデリングを監督している。アメリカの国立天文学および電離層センターも高大気の研究を行っている。ベルギーでは、ベルギー宇宙超高層学研究所(Belgian Institute for Space Aeronomy)が大気と宇宙空間を研究している。

## 関連文献
- J. V. Iribarne, H. R. Cho, Atmospheric Physics, D. Reidel Publishing Company, 1980.